# Murray Beauclerk (14e duc de Saint-Albans)
Pour les articles homonymes, voir Beauclerk.
Murray de Vere Beauclerk, 14e duc de St Albans, (né le 19 janvier 1939), titré comte de Burford de 1964 à 1988, est un duc anglais.

## Famille
Enfant unique (par sa première épouse) et fils aîné de Charles Beauclerk (13e duc de St Albans), le 14e duc descend du roi Charles II et de Nell Gwynne par leur fils illégitime, Charles Beauclerk (1er duc de Saint-Albans). Il est également le représentant principal de la famille De Vere.

## Carrière
Il fréquente Tonbridge School dans le Kent, avant de se qualifier comme comptable agréé en 1962.
Depuis 1989, il est gouverneur général de la Royal Stuart Society et est également Freeman de la ville de Londres et livreur de la Drapers 'Company.

## Mariages et descendance
Murray Beauclerk se marie trois fois. Son premier mariage est avec Rosemary Frances Scoones, le 31 janvier 1963. Ils ont deux enfants:
- Emma Caroline de Vere Beauclerk (née le 22 juillet 1963), mariée en 1991 à David Craig Shaw Smellie
- Charles Beauclerk (écrivain) (en), comte de Burford (né le 22 février 1965)

Beauclerk et Rosemary divorcent en 1974. Rosemary se remarie, en 1975, à Paul Pellew, 10e vicomte Exmouth, 9e marquis d'Olías (né à Estoril, le 8 octobre 1940),
Le 29 août 1974, très peu de temps après son premier divorce, Beauclerk épouse Cynthia Theresa Mary Howard (née le 23 mars 1929, décédée le 12 mai 2002). En 1988, le père de Beauclerk meurt et il devient duc de St Albans. Ils divorcent en 2001 et leur mariage est sans enfant.
Le duc épouse sa troisième et actuelle épouse, Gillian Anita Northam, le 14 décembre 2002 à Londres.